# Timea agnani
Timea agnani är en svampdjursart som beskrevs av Boury-Esnault 1973. Timea agnani ingår i släktet Timea och familjen Timeidae.
Artens utbredningsområde är havet utanför Brasilien. Inga underarter finns listade i Catalogue of Life.